# Herman Henstenburgh
Herman Henstenburgh (Hoorn, 9 de octubre de 1667-ibidem, 30 de octubre de 1726) fue un pintor neerlandés. 

## Biografía
Según Jan van Gool, era muy talentoso para copiar impresiones y copió las acuarelas de Pieter Holstein, tan bien que sus padres le permitieron convertirse en alumno de Johannes Bronkhorst en 1683. Bronckhorst complementaba sus ingresos con su trabajo como pastelero, y Henstenburgh aprendió también este oficio, haciéndose cargo del negocio de su maestro cuando murió. Es conocido por sus bodegones de frutas y flores, con especialidad en insectos y pájaros. Fue autor también de varias obras del género vanitas, un tipo de bodegón que hace referencia a la fugacidad de la vida y la inevitabilidad de la muerte.

## Galería

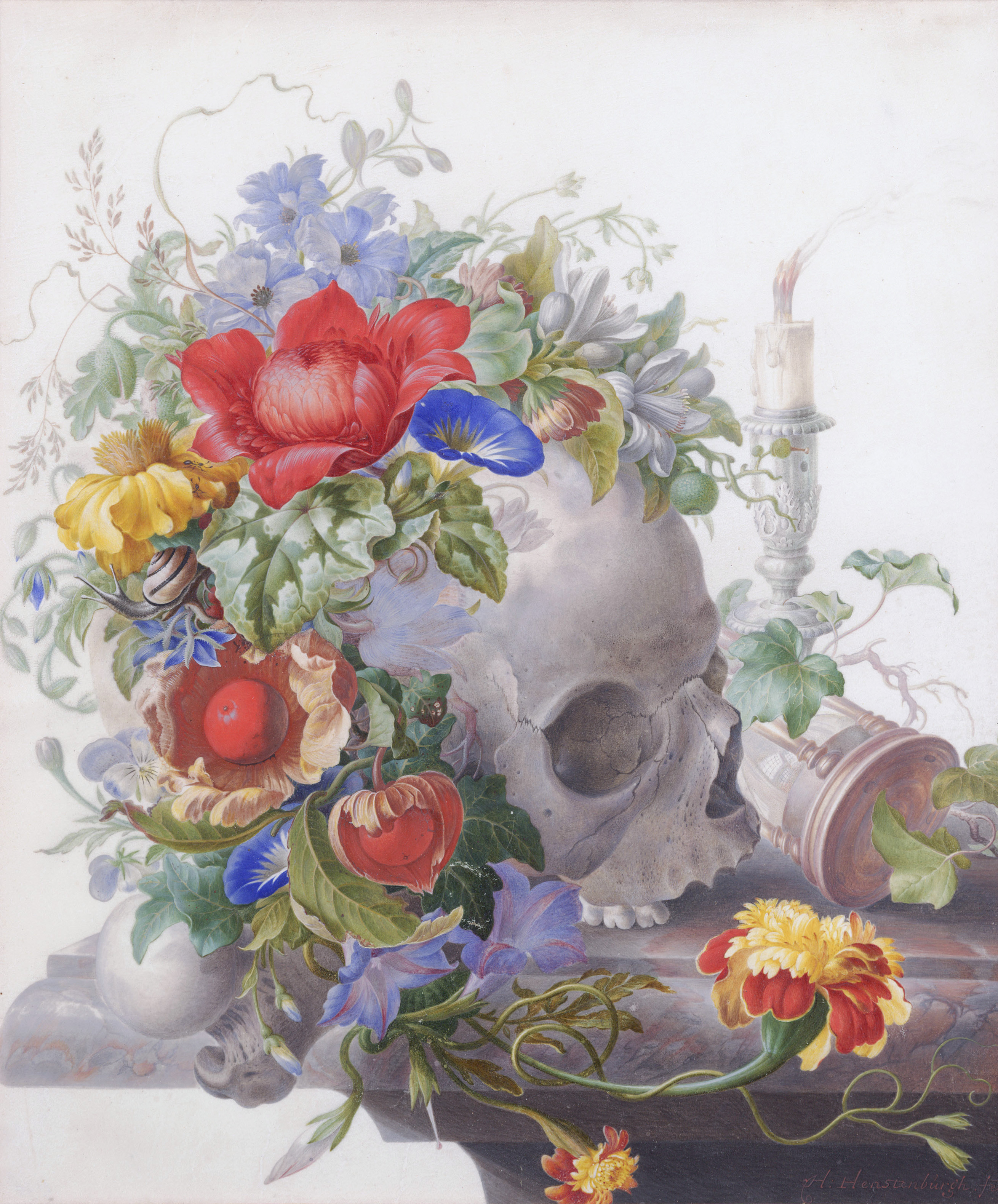
Vanitas con calavera sobre una lámina de mármol (1698), Westfries Museum, Hoorn
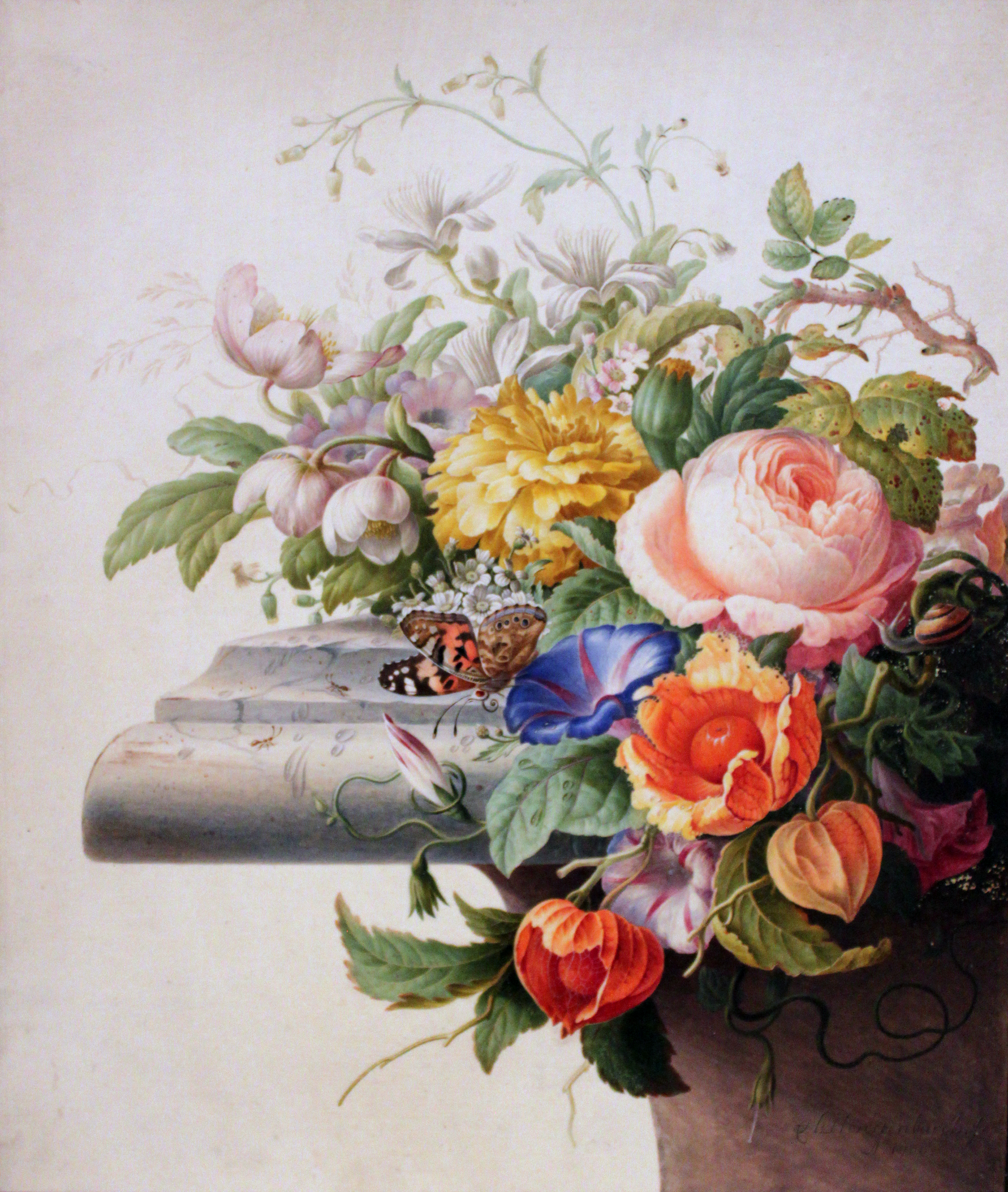
Bouquet (1700), Museo Städel, Fráncfort del Meno
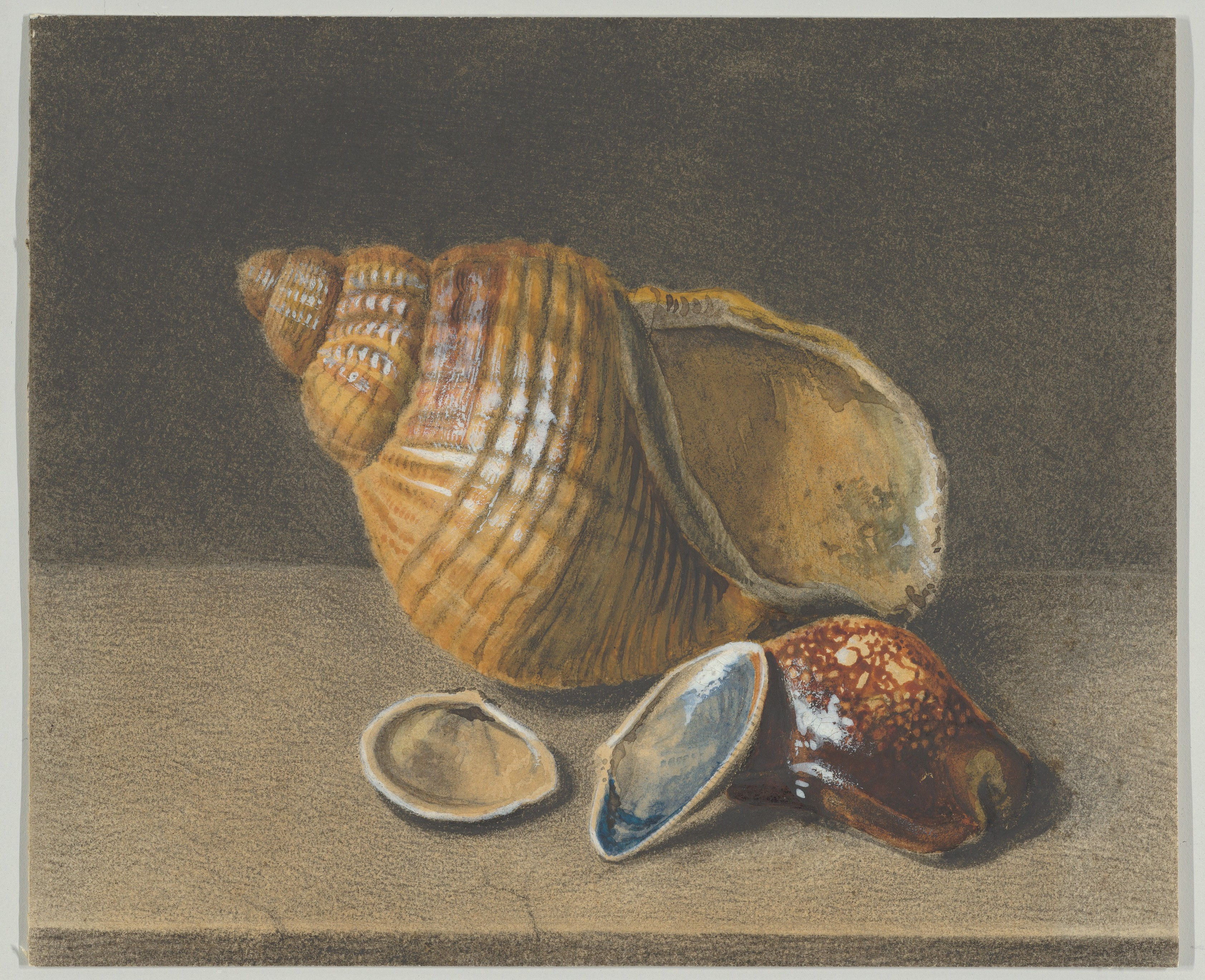
Un cauri, una concha grande y dos más pequeñas, Museo Metropolitano de Arte, Nueva York
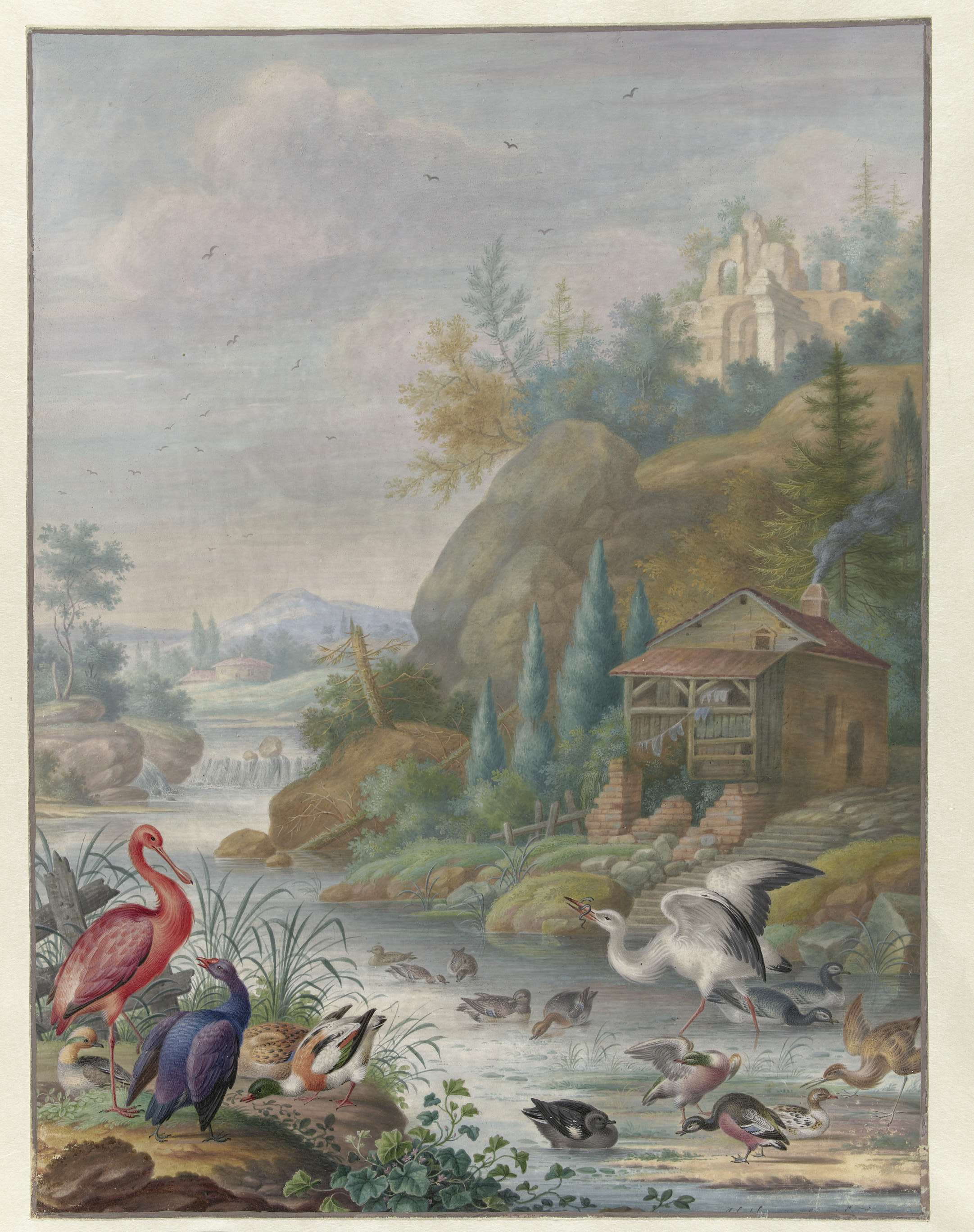
Aves de corral en un arroyo de montaña, Rijksmuseum, Ámsterdam
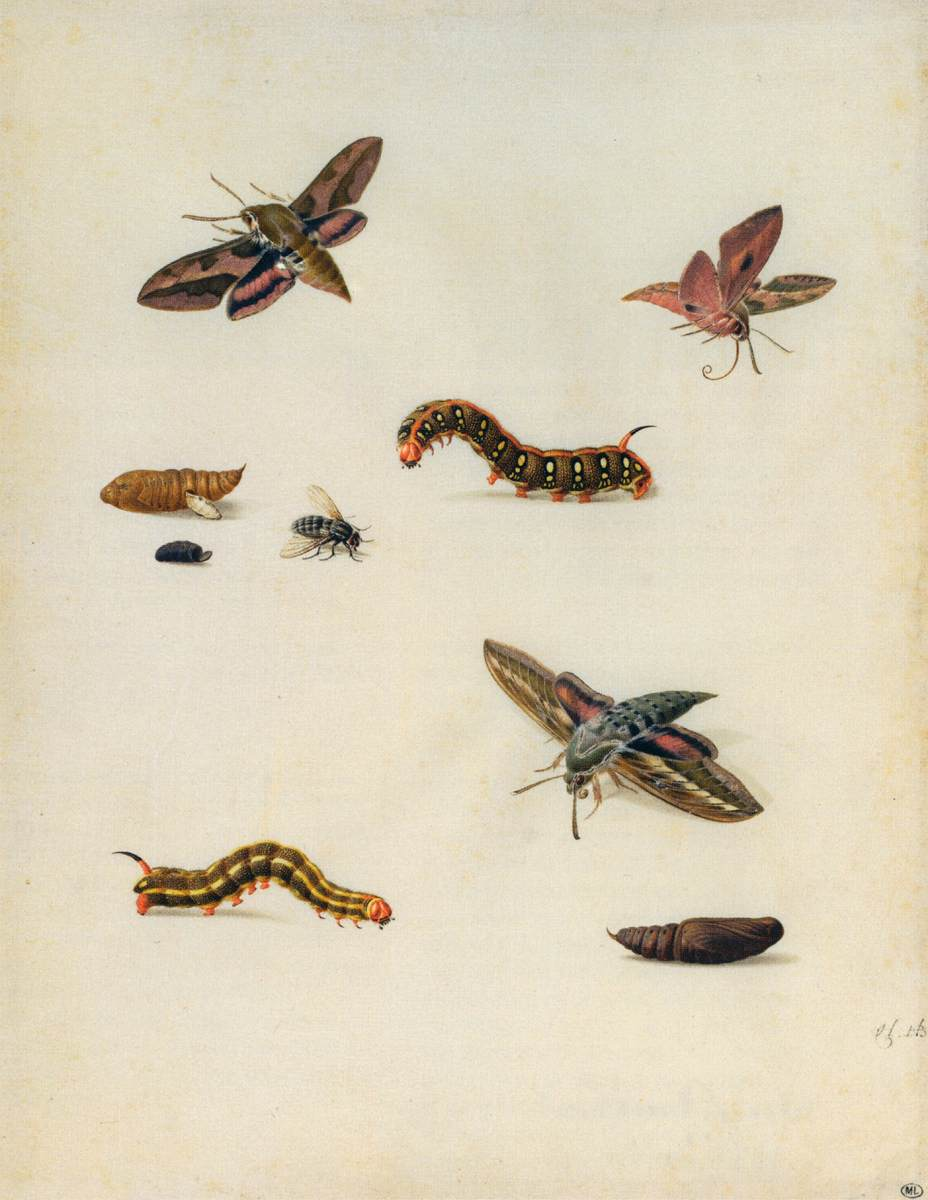
Insectos, Museo del Louvre, París
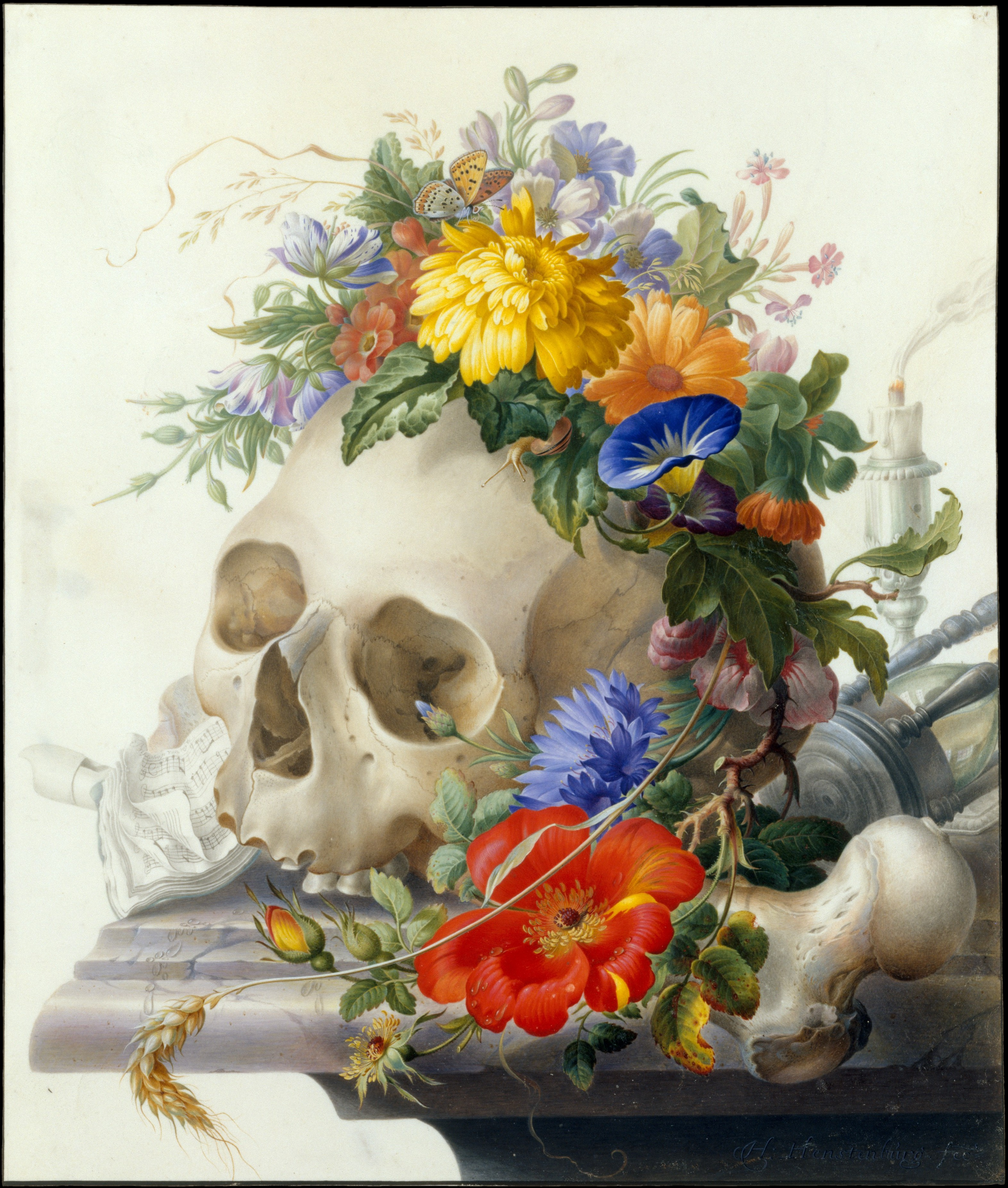
Vanitas, Museo Metropolitano de Arte, Nueva York